# 아리산산맥

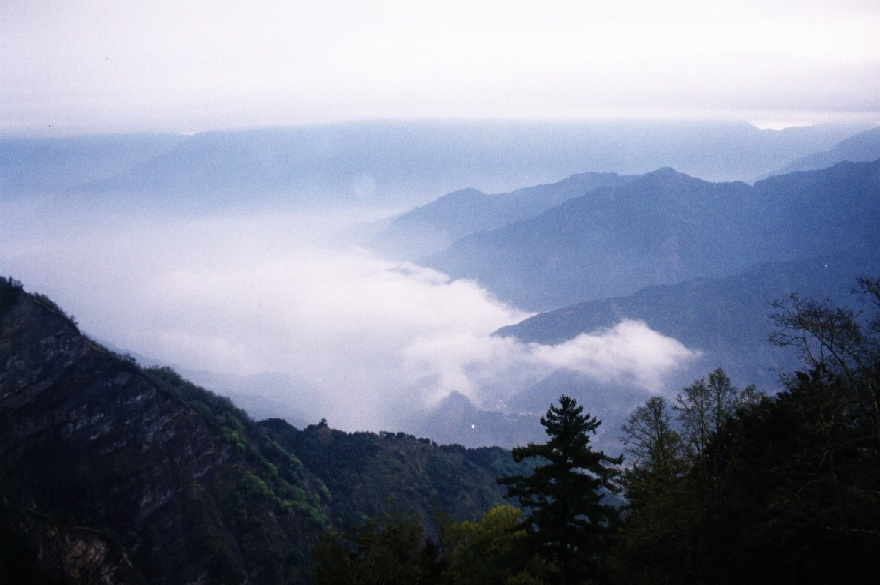
아리산산맥의 모습

아리산산맥(阿里山山脈)은 타이완 중남부에 위치한 산맥이다. 산맥은 동쪽으로 난쯔셴강(楠梓仙溪)을 경계로 타이완에서 가장 높은 산맥인 위산산맥과 분리된다. 아리산산맥의 최고봉은 해발 2,663m의 다타산(大塔山)이다. 대체로 북동쪽에서 남서쪽으로 뻗어 있고 총 길이는 250km, 평균 해발은 2,500m이다.

## 같이 보기
- 아리산 삼림 철도